# Eucelatoria hypodermica
Eucelatoria hypodermica là một loài ruồi trong họ Tachinidae.